# Nacer Bouhanni
Pour les articles homonymes, voir Bouhanni.
Nacer Bouhanni, né le 25 juillet 1990 à Épinal (Vosges), est un coureur cycliste français, professionnel de 2011 à 2023.
Sprinteur, il commence sa carrière professionnelle au sein de l'équipe FDJ où il est notamment champion de France de cyclisme sur route en 2012, vainqueur de trois étapes du Tour d'Italie 2014 ainsi que de deux étapes du Tour d'Espagne 2014. En rivalité interne cette année-là avec Arnaud Démare, celui-ci lui est préféré comme chef de file du sprint.
Bouhanni s'engage alors avec Cofidis pour 2015 avec un statut de leader. Auteur de nombreuses victoires sous la direction d'Yvon Sanquer jusqu'en 2017, sa relation est plus tendue en 2018 avec son successeur Cédric Vasseur qui choisit de donner davantage de responsabilités à Christophe Laporte, habituel équipier de Bouhanni. 2018 est néanmoins l'année où il remporte sa troisième et dernière victoire d'étape sur le Tour d'Espagne et il quitte cette formation à l'issue de la saison 2019 qu'il achève sans victoire.
Nacer Bouhanni rejoint alors sa dernière équipe, Arkéa-Samsic, dont il est membre durant quatre ans. Sa fin de carrière est émaillée de plusieurs chutes, la plus importante étant survenue en avril 2022 lors du Tour de Turquie, qui le contraint à suspendre sa carrière durant plusieurs mois et après laquelle il ne réussit pas à réobtenir une victoire. Il remporte 70 victoires durant sa carrière ainsi que le classement par points du Tour d'Italie 2014 et deux éditions de l'UCI Europe Tour.

## Biographie

### Jeunesse et carrière amateur
Né le 25 juillet 1990 à Épinal dans les Vosges, d'origine algérienne, Nacer Bouhanni grandit près de cette ville, à Girmont. Après avoir commencé le sport par la boxe anglaise à l'âge de 6 ans et ayant Mike Tyson comme modèle, il pratique le cyclisme au VC Spinalien. Son père a également été cycliste et son frère Rayane, né en 1996, pratique aussi ce sport. En 2012, ils sont tous deux membres du CC Pays de Bulgnéville. Bouhanni, qui continue la boxe, choisit néanmoins la pratique en compétition du cyclisme car il y obtient de nombreuses victoires dans les catégories de jeunes.
Après avoir évolué à l'UC Contrexéville-Mirecourt, il rejoint en 2006 le SC Sarreguemines. À partir de 2007, Nacer Bouhanni a le statut de sportif de haut niveau et est sélectionné en équipe de France juniors. Il est champion de Lorraine junior cette année-là et termine huitième du GP Général Patton, manche de la Coupe du monde UCI Juniors, auquel il participe avec l'équipe de Lorraine. En octobre 2008, il devient gendarme adjoint volontaire, affecté au groupement des Vosges, et intègre ainsi les équipes de France militaire et gendarmerie. Bouhanni dispose alors d'horaires aménagés pour pouvoir s'entraîner. En 2009, il est champion de France de la gendarmerie et se classe seizième du championnat du monde militaire,. Passé en catégorie espoirs (moins de 23 ans), il remporte dans cette catégorie le championnat de Moselle contre-la-montre et le championnat de Lorraine sur route.
À la fin de l'année 2009, il quitte le SC Sarreguemines et rejoint l'UVCA Troyes. En 2010, il est champion de France militaire, cinquième du championnat de France élite amateur et du championnat de France des moins de 23 ans. Avec l'équipe de France des moins de 23 ans, il se classe quatrième du championnat d'Europe espoirs derrière son compatriote Arnaud Démare. Après le sprint, Démare reproche à Bouhanni de l'avoir gêné, les deux sprinteurs ne s'étant pas fait de cadeau et ont finalement terminé à trois secondes des deux premiers. Avec l'équipe de France militaire, il remporte la deuxième étape et le classement par points du Tour de Gironde, course par étapes figurant au calendrier de l'UCI Europe Tour. Il intègre l'équipe professionnelle FDJ en tant que stagiaire durant l'été 2010. Il s'y illustre sur le Tour du Poitou-Charentes, terminant notamment deuxième de la 3e étape devant Jimmy Casper.

### Carrière professionnelle

#### FDJ (2011-2014)

##### Premières victoires (2011)

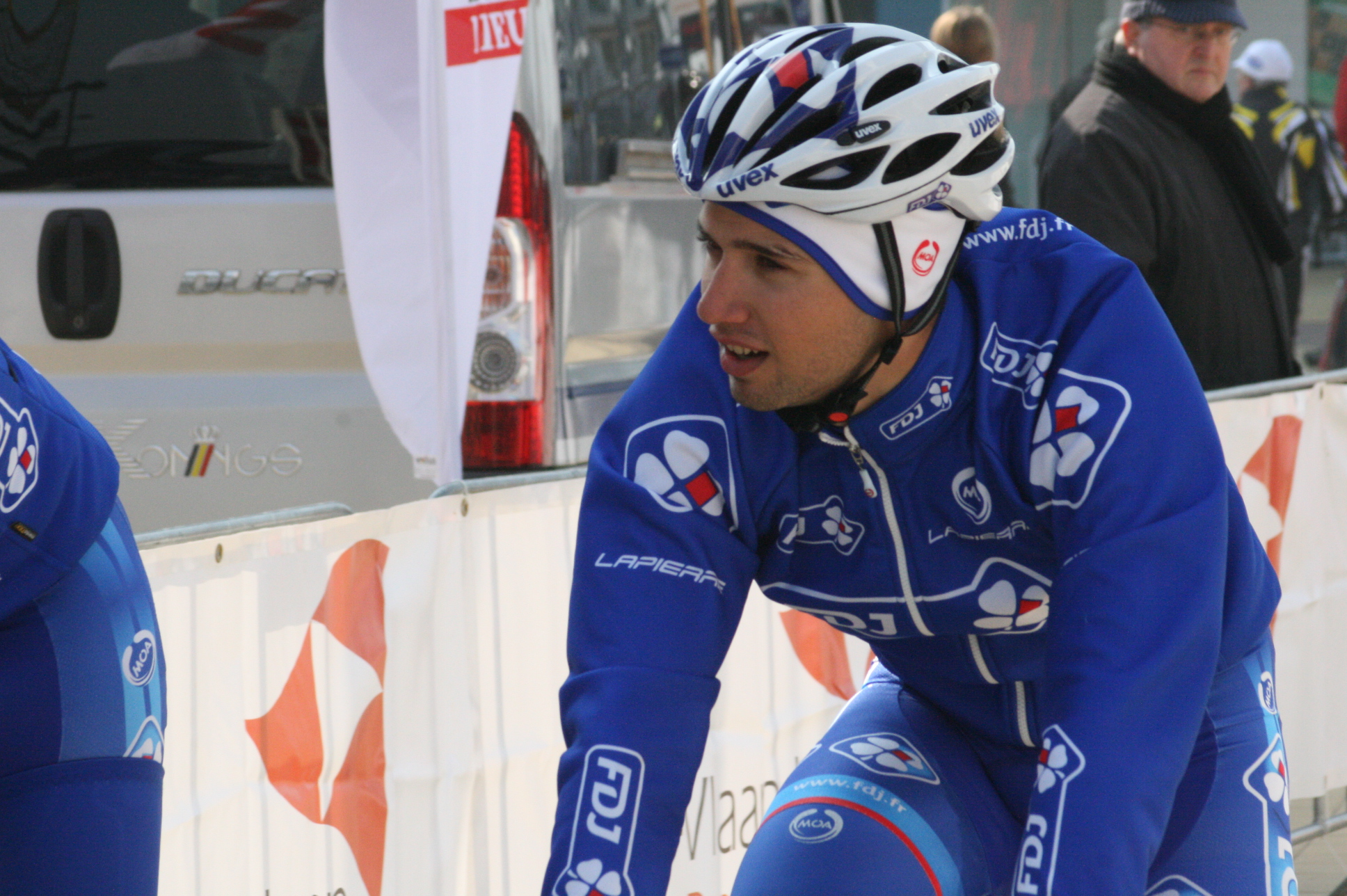
Nacer Bouhanni lors des Trois Jours de Flandre-Occidentale en mars 2011

Nacer Bouhanni signe son premier contrat professionnel en 2011, avec l'équipe FDJ. Il participe en janvier à la Tropicale Amissa Bongo, dont il remporte une étape. Durant la suite de la saison, il est notamment cinquième du Grand Prix de la Somme, huitième du Grand Prix de Denain et de Paris-Troyes, et obtient plusieurs places d'honneur lors de sprints de courses par étapes. Finalement, Bouhanni est classé dans les dix premiers d'une course à 26 reprises en 2011.

##### Champion de France sur route (2012)
En 2012, Nacer Bouhanni remporte la première course à laquelle il participe, la première étape de l'Étoile de Bessèges. Arrivé au mois de mai en tête de la deuxième étape du Tour de Picardie mais déclassé pour sprint irrégulier[à définir], Bouhanni obtient la semaine suivante la victoire au sprint lors de la première étape du Circuit de Lorraine. Obtenant trois autres podiums dans les étapes suivantes, Bouhanni engrange des bonifications qui lui permettent de remporter le classement général du Circuit de Lorraine. Le 20 juin, Bouhanni gagne au sprint Halle-Ingooigem devant son coéquipier Arnaud Démare. Quatre jours plus tard, Bouhanni remporte le championnat de France sur route à Saint-Amand-les-Eaux, une nouvelle fois en devançant Démare au sprint. Il est le plus jeune coureur à obtenir le titre national depuis la fin de la Seconde Guerre mondiale.
Absent sur le Tour de France car étant jugé trop jeune par son dirigeant Marc Madiot, Bouhanni reprend sur le Tour de Wallonie. Il y remporte la première étape au sprint. Il participe ensuite au premier grand tour de sa carrière, le Tour d'Espagne. Bouhanni termine à quatre reprises dans les dix premiers d'une étape, avec pour meilleur résultat la deuxième place lors de la dixième étape. Au lendemain d'une chute, il abandonne au ravitaillement de la treizième étape.
En fin de saison, après avoir été deux fois deuxième d'étape derrière Marcel Kittel, Bouhanni remporte la dernière étape de l'Eurométropole Tour. Il est également deuxième de Paris-Bourges. Ayant l'objectif de gagner Paris-Tours, Bouhanni s'y classe seizième. Auteur de 41 tops 10 dans sa saison, Bouhanni conclut l'année à la 147e place de l'UCI World Tour.

##### Premières victoires sur le World Tour (2013)

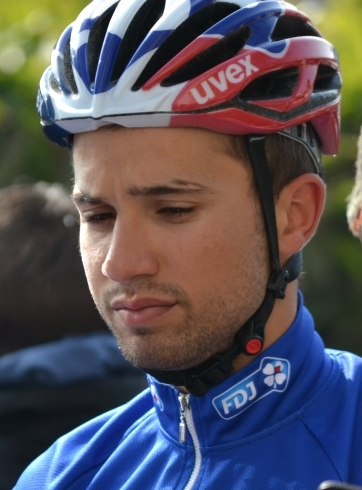
Paris-Nice 2013

La saison 2013 de Nacer Bouhanni commence par l'enchaînement du Tour du Qatar et du Tour d'Oman. Sur ces deux courses, Bouhanni obtient à huit reprises une place dans les dix premiers et remporte une victoire, la dernière étape du Tour d'Oman. En mars, il gagne sa première course UCI World Tour en s'imposant au sprint lors de la première étape de Paris-Nice et prend la tête de la « course au soleil ». Il est contraint à l'abandon à la suite d'une sévère chute lors de la deuxième étape entre Vimory et Cérilly. Touché aux dents et à une côte, cette chute le prive de Milan-San Remo, son objectif de début d'année. Revenant à la compétition lors du Critérium international, il y est deuxième de la première étape. Bouhanni termine mars sur une victoire lors de la Val d'Ille Classic. Il gagne à nouveau trois jours plus tard lors de la deuxième étape du Circuit de la Sarthe avant d'être troisième du Grand Prix de Denain remporté par son coéquipier Arnaud Démare.
Découvrant ensuite le Tour d'Italie, Bouhanni obtient deux podiums avant d'abandonner à l'issue de la douzième étape. Il est ensuite troisième de Halle-Ingooigem, dont il était tenant du titre. Bouhanni dispute ensuite son premier Tour de France. Victime d'une gastro-entérite puis d'une chute lors de la cinquième étape, il abandonne le lendemain Il ne peut figurer dans aucun sprint massif durant ce Tour de France.
Il participe ensuite au Tour du Poitou-Charentes. Il y remporte au sprint les trois premières étapes et s'adjuge ainsi le classement par points. Au début du mois de septembre, il termine troisième de la Brussels Cycling Classic (anciennement Paris-Bruxelles) derrière les Allemands André Greipel et John Degenkolb. Le lendemain il remporte le Grand Prix de Fourmies en devançant André Greipel et Bryan Coquard. Au cours du mois d'octobre, il remporte le Tour de Vendée, dernière épreuve de la Coupe de France de cyclisme sur route devant Samuel Dumoulin et Steven Tronet. Il participe ensuite au Tour de Pékin, dernière épreuve de l'UCI World Tour 2013. Il y remporte la deuxième étape au sprint après un gros travail de son coéquipier Dominique Rollin. Il prend le maillot de leader à cette occasion. Il récidive le lendemain sur la troisième étape en devançant l'Australien Michael Matthews et le Russe Alexey Tsatevitch. À la suite de cette course, il termine sa saison avec 11 victoires au compteur, 35 tops 10 et la 98e place du classement général de l'UCI World Tour.

##### Victoires d'étapes sur les grands tours, rivalité avec Démare (2014)
Nacer Bouhanni commence sa saison 2014 en février par une victoire lors de la deuxième étape de l'Étoile de Bessèges. Il obtient ensuite deux podiums d'étapes au Tour d'Oman et une troisième place au Samyn. Sur Paris-Nice, il chute durant la première étape mais reprend la course et la gagne au sprint. Cette chute lui entraîne une lésion au cartilage rotulien du genou gauche. Bien que sa participation était initialement prévue, Bouhanni ne dispute pas son premier Milan-San Remo où il est remplacé par Arnaud Démare. Bouhanni, troisième de Nokere Koerse le 19 mars, termine ce mois par une victoire lors de la première étape du Critérium international. Après une victoire d'étape au Circuit de la Sarthe et une autre au Grand Prix de Denain, Bouhanni est absent de toute compétition pendant trois semaines et fait son retour au Tour d'Italie, où il est annoncé comme le principal adversaire de Marcel Kittel dans les sprints. Celui-ci gagne les deuxième et troisième étapes avant d'abandonner, Bouhanni n'obtenant en sa présence qu'une deuxième et une cinquième places. Bouhanni remporte ensuite au sprint la quatrième étape malgré une crevaison et en évitant plusieurs chutes dans le final,. Il prend alors pour une journée le maillot rouge du classement par points. Il gagne à nouveau lors de la septième étape. Bouhanni reprend à cette occasion à Elia Viviani le maillot rouge, qui devient un objectif pour lui sur ce Giro. Le 20 mai, il remporte la dixième étape et obtient ainsi sa troisième victoire sur ce grand tour. Il est alors le premier Français à remporter trois étapes d'une même course de trois semaines depuis Laurent Jalabert sur le Tour d'Italie 1999 et le Tour d'Espagne 1994. Il rejoint Jean Alavoine (1920), Bernard Hinault (1982), Jean-François Bernard (1988) et Laurent Jalabert (1999), vainqueurs de trois étapes au tour d'Italie. Bouhanni gagne en outre le classement par points.

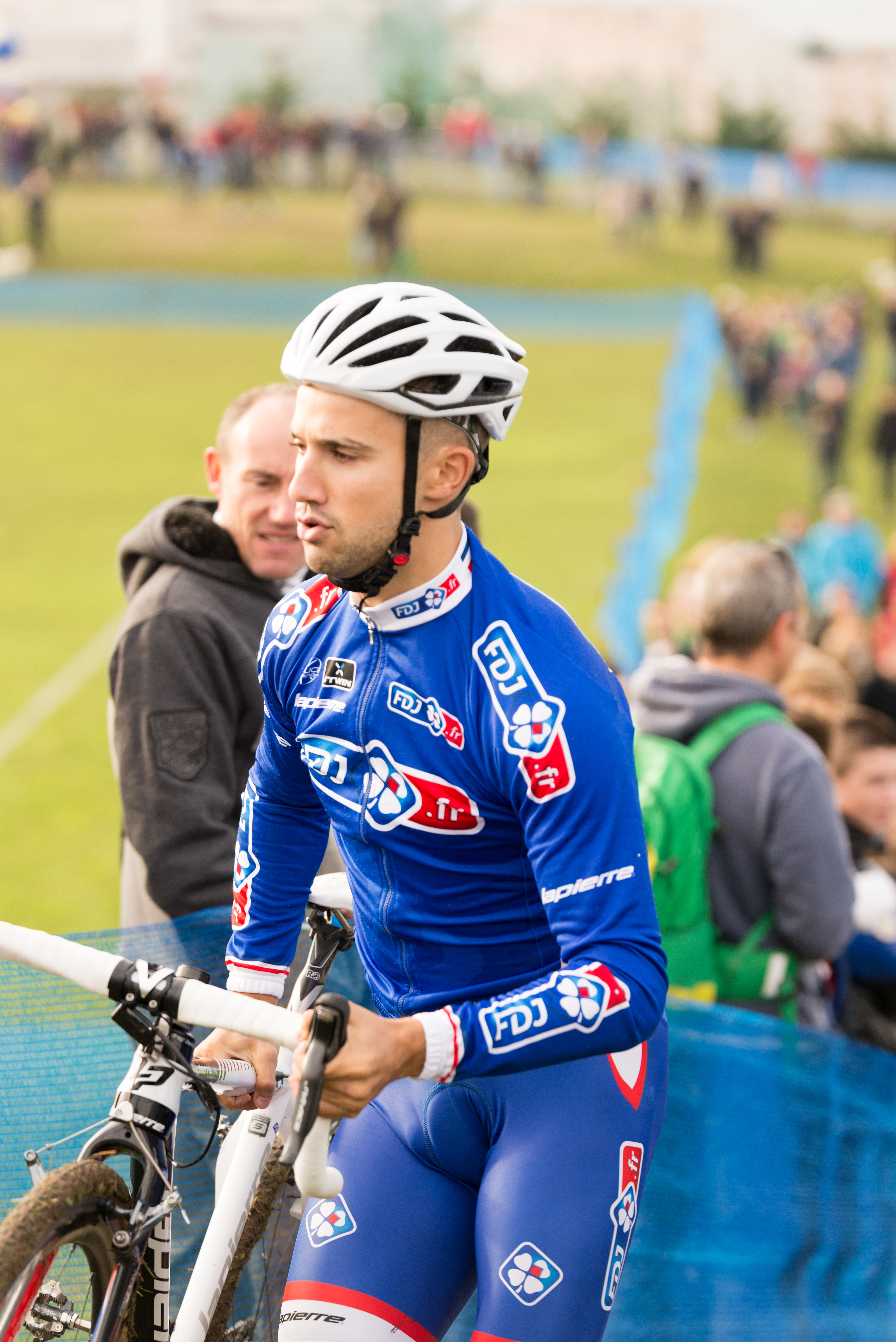
Nacer Bouhanni au cyclo-cross international de Dijon 2014

Après ce Giro, Bouhanni participe à la Route du Sud puis au championnat de France sur route où il est deuxième, dominé à l'arrivée par son coéquipier Démare. Les deux sprinteurs sont en rivalité interne, et cela se manifeste pour la sélection du Tour de France. L'encadrement technique choisit de sélectionner Démare mais de ne pas retenir Bouhanni. Cette non-sélection ainsi que cette rivalité accélèrent le départ de l'équipe de Bouhanni qui s'engage avec l'équipe Cofidis pour 2015, un transfert annoncé au début du mois d'août,,,. La non-participation à Milan-San Remo est également avancée pour expliquer ce transfert.
Bouhanni, en préparation pour le Tour d'Espagne, reprend ensuite la compétition lors de l'Eneco Tour où il remporte au sprint la 4e étape devant le Slovène Luka Mezgec et l'Italien Giacomo Nizzolo qu'il avait déjà battu sur le Giro. Il prend donc le départ ensuite à Jerez de la Frontera du troisième grand tour de la saison. Il y remporte sa première victoire en Espagne à l'occasion de la deuxième étape en passant la ligne d'arrivée devant l'Allemand John Degenkolb, l'autre grand favori des sprints sur l'épreuve, et Roberto Ferrari. Il prend le maillot vert, qu'il ambitionne de gagner, à cette occasion. Il le conserve jusqu'au terme de la quatrième étape. Deuxième de la cinquième étape derrière Degenkolb, il remporte ensuite la huitième devant l'Australien Michael Matthews. C'est sa septième victoire de la saison sur le World Tour, devenant à ce moment de la saison le coureur le plus prolifique sur le circuit mondial. Bouhanni ne peut pas participer au sprint de la douzième étape en raison d'une chute peu avant l'arrivée. Le lendemain, il surprend et termine cinquième de l'étape, qui se termine en montée et où il se retrouve avec les protagonistes du classement général,. Il abandonne ensuite au cours de la quatorzième étape, possiblement en vue de la course en ligne des championnats du monde, pour laquelle il est pré-sélectionné, puis sélectionné et attendu en cas de sprint. La veille de cet abandon, Bouhanni apprend de Marc Madiot, manager de FDJ.fr, la décision de celui-ci de ne plus faire courir Bouhanni avec le maillot FDJ.fr après des déclarations critiques du coureur envers son encadrement parues dans L'Équipe magazine. Il se classe dixième de la course en ligne des Championnats du monde. 
Engagé aux Trois jours de Grenoble en compagnie du double champion du monde sur piste Morgan Kneisky, il chute lourdement et se blesse à l'épaule le premier soir de l'épreuve,.

#### Cofidis (2015-2019)

##### Vainqueur de l'UCI Europe Tour (2015)
Le 1er août 2014, l'équipe continentale professionnelle Cofidis annonce la venue en 2015 de Nacer Bouhanni au sein de son équipe. Bouhanni est accompagné dans cette équipe par son poisson-pilote chez FDJ.fr, Geoffrey Soupe ainsi que d'autres coureurs tels que Steve Chainel et Dominique Rollin qu'il souhaitait avoir à ses côtés,,. Son entraîneur Jacques Decrion le suit également. Nouveau chef de file de sa formation, ses objectifs de saison comportent principalement des étapes du Tour de France, mais aussi des courses par étapes comme Paris-Nice ou des courses d'un jour telles que Milan-San Remo ou Gand-Wevelgem,.

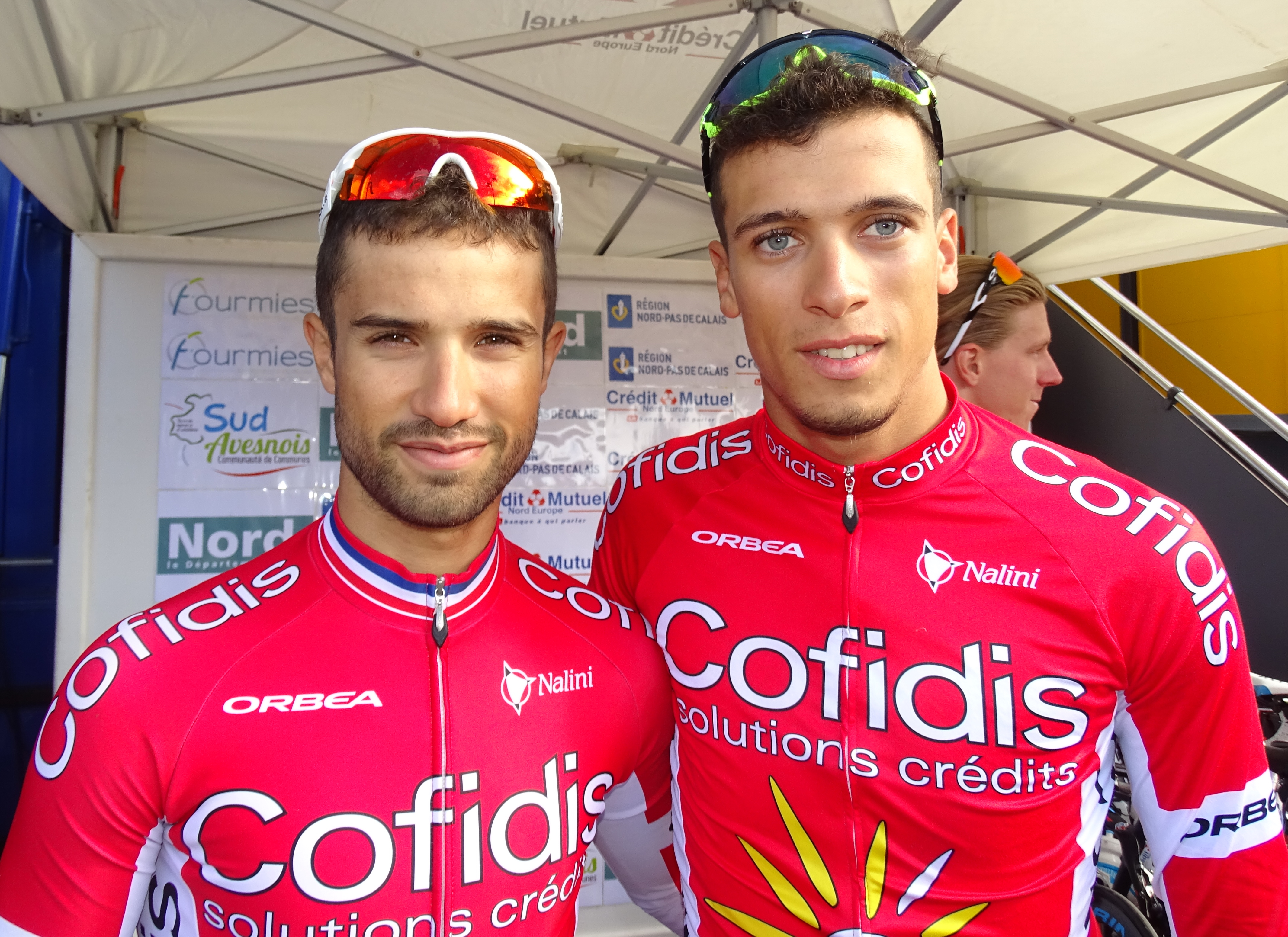
Nacer et son frère Rayane Bouhanni lors du départ du Grand Prix de Fourmies 2015.

En début de saison, Bouhanni ne remporte pas de victoire sur ses objectifs affichés de niveau World Tour. Sur Paris-Nice, son meilleur résultat est une deuxième place lors de la première étape. Manquant de soutien dans les derniers kilomètres et mal placé, il n'est que sixième de Milan-San Remo,. Il est ensuite malade lors de Gand-Wevelgem qu'il ne termine pas. Devant cette absence de victoire, le groupe de coureurs chargé d'épauler Bouhanni est modifié, Chainel notamment étant écarté,. Le 3 avril, en Coupe de France, il est battu par Romain Feillu lors de la Route Adélie de Vitré. Quatre jours plus tard, il remporte sa première victoire de l'année, la première étape du Circuit de la Sarthe. Il gagne également sur cette course la cinquième étape puis la semaine suivante le Grand Prix de Denain pour la deuxième année consécutive. Après trois deuxièmes places consécutives d'étapes sur le Tour de Bavière derrière John Degenkolb et Sam Bennett à deux reprises, Bouhanni gagne en juin les deuxième et quatrième étapes du Critérium du Dauphiné au niveau World Tour, le classement par points de cette épreuve, puis Halle-Ingooigem.
Figurant parmi les favoris du championnat de France le 28 juin, il chute dans la dernière ligne droite. Souffrant aux côtes, il est d'abord incertain de participer au Tour de France qui débute la semaine suivante. Rétabli à temps, il en prend le départ, à Utrecht aux Pays-Bas. Après une première chute sans conséquence lors de la deuxième étape, il tombe à nouveau lors de la cinquième étape et doit alors abandonner. Il reprend la compétition le 31 juillet à l'occasion du Circuit de Getxo, qu'il remporte, devenant le premier coureur français à s'imposer sur cette épreuve. Il gagne ensuite les première et deuxième étapes du Tour de l'Ain avant de participer à la Vuelta. Au cours de la première semaine de course, il obtient la deuxième place lors de la troisième étape derrière Peter Sagan. Il chute également à trois reprises, la dernière fois lors de la huitième étape et qui l'amène à abandonner. Il est atteint à cette occasion d'une luxation du coude droit. Il reprend la compétition une semaine plus tard lors du Grand Prix de Fourmies qu'il termine en troisième position. Une nouvelle chute l'amène à abandonner lors du Grand Prix de Wallonie. Bouhanni gagne ensuite le Grand Prix d'Isbergues. Cette victoire lui permet de devenir premier du classement de la Coupe de France à la place de Pierrick Fédrigo. Dans la semaine qui suit, la prolongation du contrat d'un an de Bouhanni - soit jusque fin 2017 - est officialisée. Son frère Rayane, stagiaire en deuxième partie de saison 2015 dans l'équipe Cofidis, s'engage officiellement dans la formation française à partir de 2016.
Bouhanni est sélectionné pour la course en ligne des championnats du monde de Richmond. Il est un des chefs de file français avec l'autre sprinteur Arnaud Démare ainsi que les puncheurs Julian Alaphilippe et Tony Gallopin. Le sélectionneur Bernard Bourreau pense que Démare et Bouhanni peuvent cohabiter et annonce qu'en cas de sprint, Bouhanni est le chef de file français, ce qui justifie la sélection de ses coéquipiers Julien Simon et Cyril Lemoine. Bouhanni est impliqué dans des chutes en début de course. Bien placé dans le dernier tour du circuit, il ne peut suivre l'attaque décisive déclenchée par Peter Sagan qui s'impose en solitaire, Bouhanni se classant 21e. De retour en France, Bouhanni est présent au Tour de Vendée. Une chute l'empêche de participer au sprint d'arrivée remporté par son coéquipier Christophe Laporte mais ne l'empêche pas de gagner la Coupe de France avec six points d'avance sur Baptiste Planckaert. Le 13 octobre, sa victoire au Prix national de clôture lui permet d'obtenir la première place finale de l'UCI Europe Tour.

##### Deuxième année chez Cofidis (2016)
Au sein de l'équipe Cofidis, Nacer Bouhanni est partie prenante dans les départs de Steve Chainel, Dominique Rollin et Adrien Petit ainsi que dans la décision de l'équipe de recruter pour 2016 l'expérimenté sprinteur Borut Božič. Pour l'aider dans les sprints, il compte également toujours sur Geoffrey Soupe mais aussi sur Christophe Laporte. Son programme de courses de la saison est selon sa déclaration similaire à celui de l'année précédente. Il déclare cibler Milan-San Remo, le championnat de France et la course en ligne des championnats du monde du Qatar, a priori favorable aux sprinteurs pour les courses d'un jour ainsi que des étapes de Paris-Nice, du Critérium du Dauphiné et du Tour de France. Il ambitionne également de remporter une première victoire plus rapidement qu'en 2015.
Bouhanni commence sa saison par le Challenge de Majorque. Deuxième du Trofeo Playa de Palma sur cette épreuve, il remporte ensuite sa première victoire de l'année lors de la deuxième étape du Tour d'Andalousie. Bouhanni termine février par une troisième place à Kuurne-Bruxelles-Kuurne. Lors de Paris-Nice, troisième de la première étape, il passe la ligne d'arrivée de la deuxième étape en première position avant d'être déclassé pour sprint irrégulier au profit de Michael Matthews. Il remporte finalement une victoire au terme de la quatrième étape. Cité parmi les prétendants à la victoire de Milan-San Remo, Bouhanni est présent dans le final de la course. Gêné par un saut de chaîne, il termine quatrième d'une course remportée au sprint par Arnaud Démare devant Ben Swift et Jürgen Roelandts. La semaine suivante, et malgré sa déception italienne, il remporte les première et deuxième étapes du Tour de Catalogne. Leader du classement général, il abandonne lors de la troisième étape.
De retour en mai aux Quatre Jours de Dunkerque, Bryan Coquard se montre supérieur à Bouhanni dans les sprints. Bouhanni remporte la semaine suivante les deux premières étapes et le classement général du Tour de Picardie,. Battu au Grand Prix de la Somme par Daniel McLay, il s'impose dans la première étape du Critérium du Dauphiné au terme d'un sprint houleux entre les équipes Cofidis et Katusha. À ce stade de la saison, au vu des résultats obtenus, Bouhanni et son équipe sont considérés comme faisant partie des meilleurs dans le peloton dans le domaine du sprint. Initialement retenu comme chef de file de l'équipe Cofidis alignée au Tour de France, il doit cependant déclarer forfait en raison d'une blessure à la main droite consécutive à une altercation dans un hôtel à quelques heures du départ du championnat de France sur route, une semaine avant le début du Tour, et qui nécessite une intervention chirurgicale. Mi-août, il remporte la EuroEyes Cyclassics (Classique de Hambourg) au sprint, mais est déclassé à la 27e place pour « sprint irrégulier » à la suite d'une réclamation de l'équipe Orica-BikeExchange, la victoire revenant alors à son coureur australien Caleb Ewan.
Bouhanni est sélectionné pour la course en ligne des championnats du monde. Il est un des chefs de file français avec l'autre sprinteur Arnaud Démare et bénéficie du soutien de ses coéquipiers Geoffrey Soupe, Christophe Laporte et Cyril Lemoine.

##### Seconde victoire sur l'UCI Europe Tour (2017)
En 2017, pour sa troisième année dans l'équipe nordiste, Bouhanni commence sa saison à Majorque où il termine troisième du Trofeo Palma. Il s'aligne ensuite au Tour de Valence, où il manque la victoire de peu sur 2 étapes (battu par Cort Nielsen puis Coquard). Il prend le départ de Paris-Nice mais doit quitter la course dès la deuxième étape à cause du froid. Sa préparation idéale pour Milan-San Remo écourtée, il décide, pour accumuler des kilomètres en vue de la Primavera, de participer quelques jours plus tard à Nokere Koerse, où il devient le premier coureur français à s'imposer. Battu in extremis par Davide Cimolai lors de la première étape du Tour de Catalogne, Bouhanni prend sa revanche sur l'Italien à l'occasion de la quatrième étape de l'épreuve catalane.
Le 29 mars 2017, alors que le contrat initial de Bouhanni se termine en fin d'année, l'équipe Cofidis annonce la prolongation de celui-ci pour deux années. Le salaire de Bouhanni est estimé entre 1,2 et 1,5 million d'euros par saison,. Le 12 avril, il ajoute Paris-Camembert à son palmarès en réglant au sprint le peloton devant Samuel Dumoulin et Kévin Réza. Après avoir remporté la deuxième étape du Tour de Yorkshire, il chute ensuite au cours de la troisième étape de l'épreuve britannique. Un temps inconscient, Bouhanni est alors hospitalisé. Il est atteint d'une commotion cérébrale. Cette chute lui cause des séquelles durant plusieurs mois, sa vision étant notamment perturbée. Il reprend la compétition en juin lors du Critérium du Dauphiné. Début septembre il remporte la quatre-vingt cinquième édition du Grand Prix de Fourmies. Cette victoire contribue à lui offrir une seconde victoire sur l'UCI Europe Tour 2017.

##### Tensions avec ses dirigeants, victoire d'étape sur la Vuelta (2018)
Après un exercice 2017 délicat marqué par une grave blessure, Nacer Bouhanni doit faire en face 2018 à des changements au niveau de la direction de l'équipe Cofidis. Cédric Vasseur est nommé manager général à la place d'Yvon Sanquer, proche de Bouhanni et il limite l'influence qu'exerçait le coureur vosgien dans les décisions prises par l'équipe. Vasseur décide de ne pas renouveler le contrat de Karim Bouhanni, le père du coureur, de recruter Roberto Damiani au poste de directeur sportif et de donner plus de responsabilités à Christophe Laporte, habituel poisson-pilote du Vosgien,. Comme les années précédentes, Bouhanni a des objectifs de victoires sur Milan-San Remo ainsi que sur une étape du Tour de France. Son début de saison est plus difficile que les autres années. Il abandonne Paris-Nice et n'est pas sélectionné pour Milan-San Remo en raison d'une bronchite puis son équipe le fait abandonner le Tour de Catalogne au terme de la première étape pour la même raison. Des tensions semblent alors émerger entre Bouhanni et son encadrement technique et une altercation physique selon le quotidien L'Équipe a lieu après Eschborn-Francfort opposant Bouhanni et Damiani,.
Alors que sa participation au Tour de France est désormais incertaine, Bouhanni parvient à renouer avec la victoire en mai lors des Quatre jours de Dunkerque, remportés par son coéquipier Dimitri Claeys. Il enchaîne durant le mois qui suit des victoires au Grand Prix Marcel Kint, sur deux étapes des Boucles de la Mayenne ainsi qu'une étape de la Route d'Occitanie. Malgré ces résultats, Cédric Vasseur et les directeurs sportifs de Cofidis décident de ne pas retenir Bouhanni pour le Tour de France et sélectionnent Christophe Laporte, pourtant dominé par Bouhanni en confrontation directe sur la Route d'Occitanie,. Au cours de ce Tour de France, Vasseur reconnait dans L'Équipe l'existence de tensions entre lui et son coureur.
Après avoir disputé le Tour de Pologne, dans un contexte plus apaisé entre lui et Cédric Vasseur, Nacer Bouhanni prend le départ du Tour d'Espagne en tant que chef de file pour les sprints de sa formation. Il n'a toutefois que Kenneth Vanbilsen pour l'aider lors des arrivées,. Proche de l'élimination lors de la cinquième étape, le journal espagnol As prétend qu'une altercation s'est produit au cours de l'étape entre Bouhanni et son directeur sportif Jean-Luc Jonrond, ce qui est démenti par le coureur et l'ensemble de l'encadrement de l'équipe Cofidis,. Il gagne la seule victoire de son équipe au niveau World Tour de la saison en s'imposant le lendemain sur la sixième étape. Il est le seul, durant l'ensemble de la course, à battre au sprint Elia Viviani. Cela faisait quatre ans qu'il ne s'était pas imposé dans un grand tour. Malade, il abandonne au cours de la onzième étape. En recul au niveau des classements UCI, cette saison est qualifiée de « compliquée » pour le coureur vosgien.

##### Une saison sans victoire (2019)
Sa dernière saison chez Cofidis est sa moins bonne depuis son arrivée chez les professionnels. Dès son deuxième jour de course, en février sur le Tour de la Communauté valencienne, il se classe pourtant deuxième d'une étape remportée par Matteo Trentin. Il dispute dans la foulée le Tour d'Oman et s'illustre sur une étape, en se classant troisième. Mais la suite se complique : abandon sur la semi-classique Kuurne-Bruxelles-Kuurne, puis hors-délai dès la première étape de Tirreno-Adriatico, un contre-la-montre par équipes où il est rapidement lâché par ses coéquipiers. Hors de forme, il est malgré tout aligné sur la Primavera, une course où il a plusieurs fois brillé, mais il termine cette fois loin (62e, dans un petit groupe en compagnie de Christophe Laporte). En dehors d'une 4e place à La Panne, course nouvellement intégrée au calendrier World Tour, la suite de la saison est marquée par des contre-performances et des conflits récurrents avec sa direction sportive[réf. nécessaire]. Pour la deuxième année consécutive, il n'est pas sélectionné pour le Tour de France. Sa dernière course de l'année, au Grand Prix de Fourmies (épreuve qu'il a remportée à deux reprises), est marquée par une chute impressionnante dans le sprint final, point final d'une année noire pour lui.

#### Arkéa-Samsic (2020-2023)

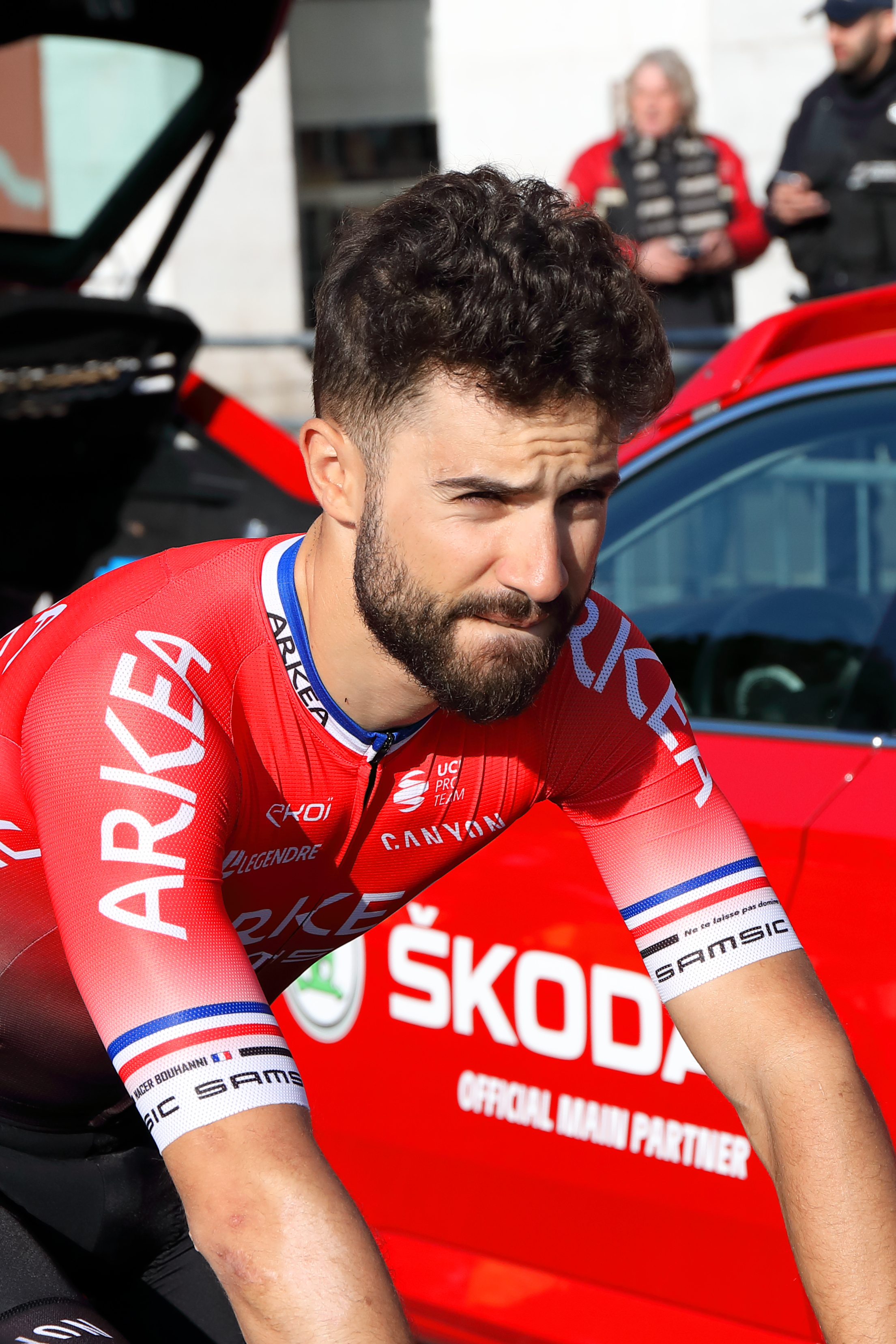
Lors de Paris-Nice 2020.

##### Retour à la victoire dans une saison tronquée (2020)
Nacer Bouhanni rejoint à partir de 2020 l'équipe Arkéa-Samsic. Ce changement d'équipe s'accompagne aussi de changements dans son entourage. Bouhanni est ainsi entraîné désormais par son père ainsi que Kevin Rinaldi en remplacement de Jacques Decrion et il n'a plus comme lanceur Geoffrey Soupe. Après presque un an et demi sans le moindre succès, il lève les bras en février sur la quatrième étape du Tour d'Arabie saoudite. Alors en tête du classement général, il termine deuxième de la dernière étape derrière Phil Bauhaus. Les bonifications permettent à Bauhaus de remporter le classement général devant Bouhanni. Il remporte quelques jours plus tard la première étape du Tour de La Provence.
La reprise des compétitions s'effectue au mois d'août. Bouhanni obtient son premier top 10 sur Milan-Turin où il est sixième. Initialement sélectionné dans l'équipe de France pour le championnat d'Europe disputé à Plouay, le sélectionneur Thomas Voeckler décide de le remplacer par Arnaud Démare. Cette décision est annoncée après la victoire de Démare lors du championnat de France sur route, disputé trois jours avant le championnat d'Europe. À la fin du mois, il se classe troisième de la Brussels Cycling Classic. Bouhanni renoue avec la victoire le 20 septembre en s'imposant au sprint sur le Grand Prix d'Isbergues. Troisième de Paris-Camembert et lauréat de Paris-Chauny la semaine suivante, il s'assure ainsi la victoire au classement de la Coupe de France de cyclisme. Sa saison se termine deux jours avant de disputer les Trois Jours de Bruges-La Panne en raison d'un test positif au SARS-CoV-2 qui l'amène à déclarer forfait sur cette épreuve.

##### Saison 2021

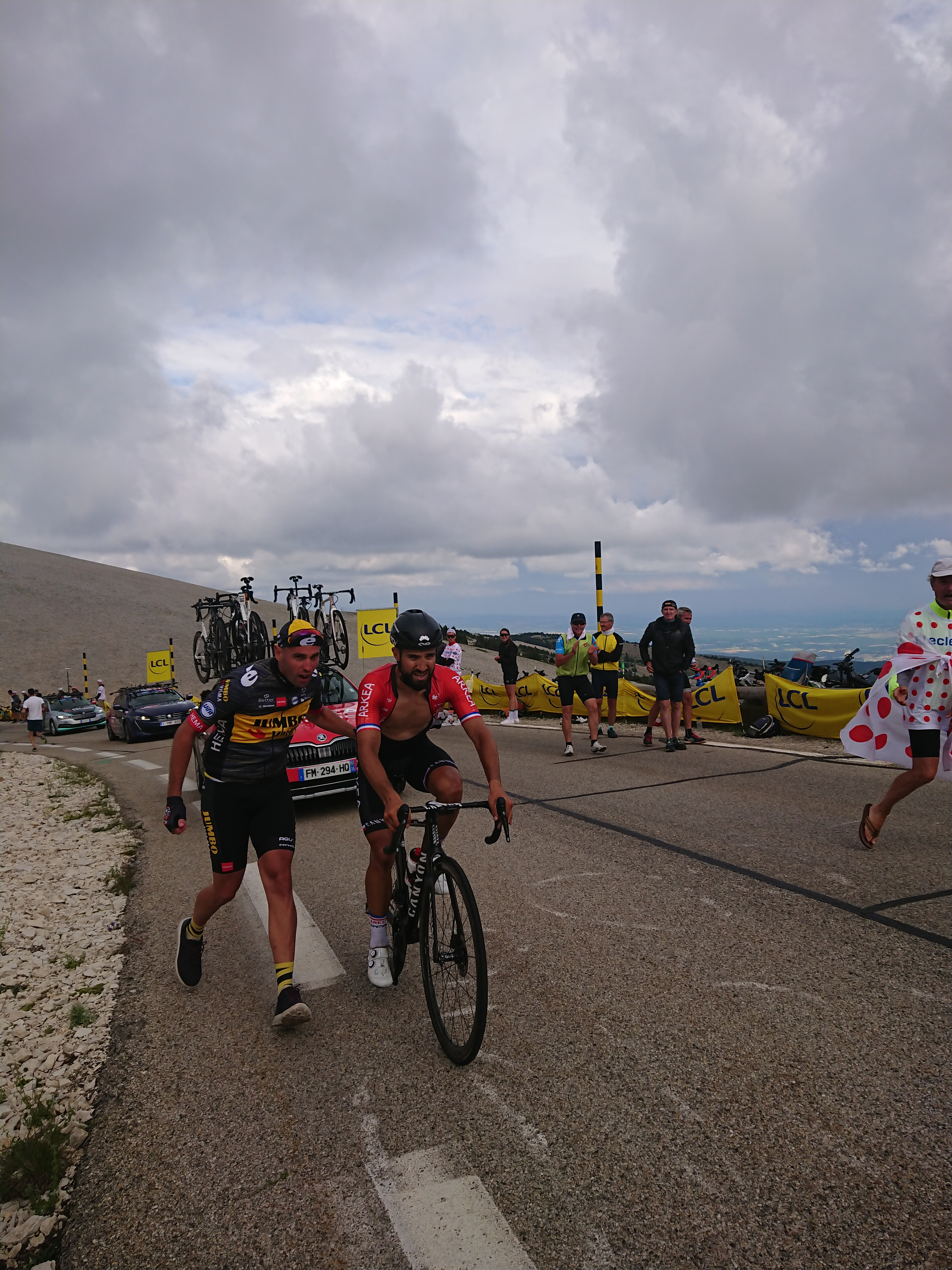
Nacer Bouhanni au Mont Ventoux lors du Tour de France 2021.

Bouhanni ambitionne pour 2021 d'accumuler les victoires et vise en début de saison un résultat lors de Milan-San Remo. Il effectue sa rentrée à l'Étoile de Bessèges. Lors de la première étape, menant à Bellegarde, le coureur vosgien place une attaque dans la côte finale, mais Christophe Laporte, le seul à avoir pu prendre sa roue, le devance sur la ligne d'arrivée. Il obtient deux troisièmes places d'étapes lors du Tour de La Provence et une deuxième place derrière Sam Bennett lors de la cinquième étape de Paris-Nice disputé en mars. Dix-neuvième de Milan-San Remo, il termine son mois de mars par Cholet-Pays de la Loire. Initialement troisième d'une course remportée par Elia Viviani, il est disqualifié pour avoir poussé Jake Stewart contre les barrières au cours du sprint final,. Stewart subit une fracture à la main gauche dans l'incident. De son côté, Bouhanni déclare faire l'objet d'un harcèlement sur les réseaux sociaux se distinguant notamment par des insultes racistes. Il révèle également avoir subi des attaques racistes tout au long de sa carrière,,. Jake Stewart, qui avait fustigé l'attitude de Bouhanni lors de sa chute, réagit en soutenant Bouhanni et condamnant les commentaires racistes à son encontre. Bouhanni est suspendu du 8 avril au 7 juin par la commission de discipline de l'UCI pour son comportement lors du sprint de Cholet-Pays de la Loire.
De retour de suspension en juin lors du Tour de Belgique, Nacer Bouhanni retrouve ensuite le Tour de France qu'il n'avait plus couru depuis 2017. S'il est régulièrement bien placé dans les sprints (troisième à Pontivy, deuxième à Fougères, troisième à Châteauroux, quatrième à Valence), il ne parvient pas à en remporter tandis que son équipe est de plus en plus décimée par les abandons ou les hors-délais. Il fait partie d'une trentaine de coureurs qui chute lors de la treizième étape. Les répercussions de la chute se font sentir deux jours plus tard où Bouhanni est rapidement distancé et est contraint à l'abandon. Après ce Tour de France, le contrat de Bouhanni est prolongé jusqu'en fin d'année 2023. Deuxième ensuite d'une étape du Tour de l'Ain puis du Grand Prix Jef Scherens, il chute le 20 août dans le final du Grand Prix Marcel Kint. Atteint notamment d'une fracture de l'omoplate droite, il est absent des courses durant plusieurs semaines.

##### Saison 2022
Lors d'un entraînement en janvier 2022 à Benidorm, Nacer Bouhanni chute et est victime d'une commotion cérébrale avec perte de connaissance, ainsi que des blessures à l'arcade sourcilière nécessitant des points de suture, et de légers maux de tête. Initialement prévu le 1er février sur le Tour d'Arabie saoudite, son retour à la compétition est retardé en raison des séquelles de cette chute. Il reprend le 13 février lors de la Clásica de Almería où il est deuxième derrière Alexander Kristoff. Bouhanni obtient en mars au sprint la deuxième place sur Milan-Turin derrière Mark Cavendish, la troisième place de la Classic Bruges-La Panne derrière Tim Merlier et Dylan Groenewegen et s'impose lors de la Roue tourangelle devant Bryan Coquard. En avril durant la deuxième étape du Tour de Turquie, il percute à 55 km/h un spectateur traversant la chaussée et doit abandonner, atteint d'une fracture de l'atlas. 

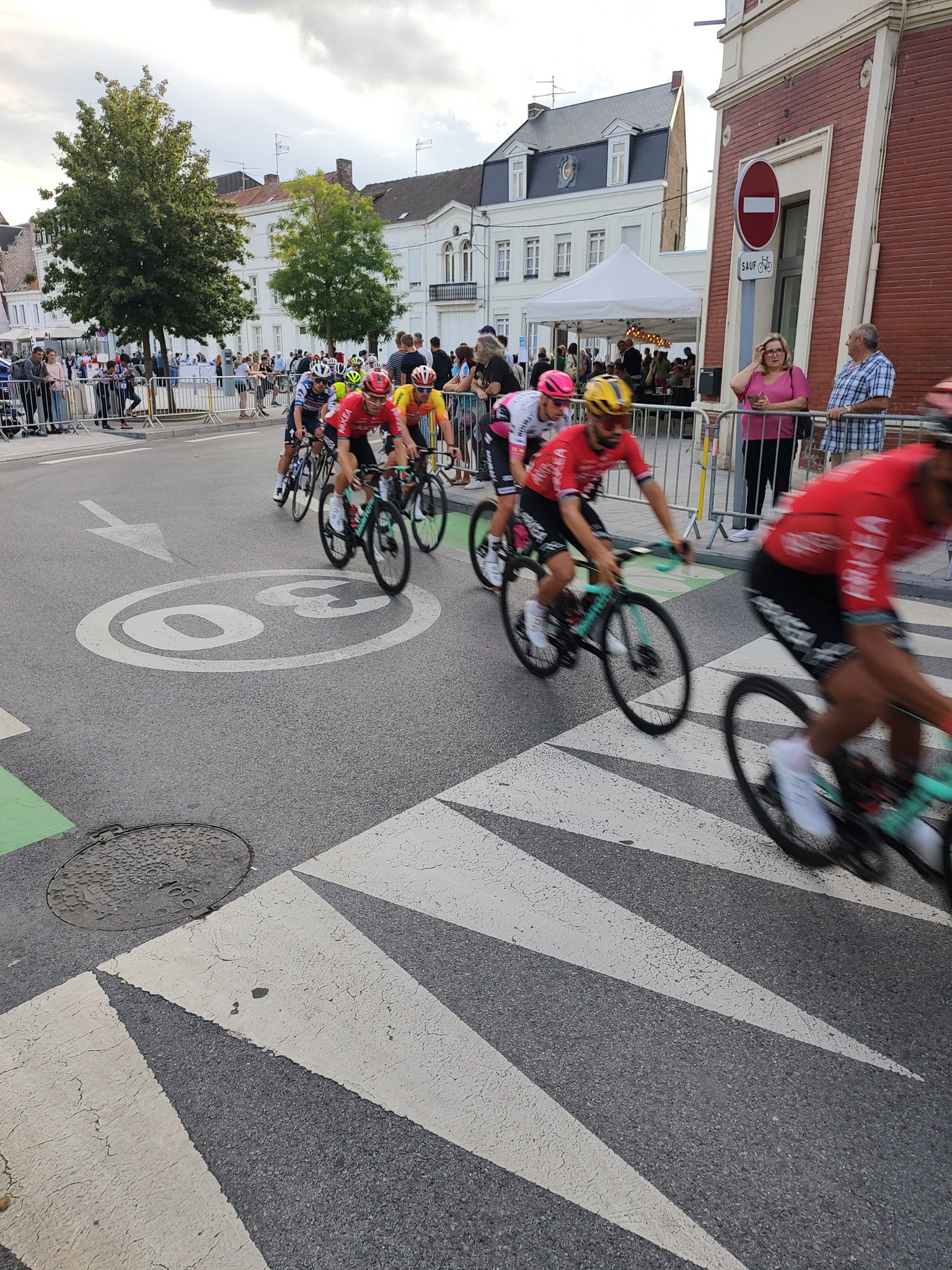
Nacer Bouhanni en 2023 durant un critérium à Saint-Amand-les-Eaux

Après avoir été difficilement pris en charge en Turquie, il est rapatrié en France. En raison de la fracture de la vertèbre C1, il doit porter un corset intégral pendant un mois. Il reprend les sorties d'entrainement durant l'été. Un temps évoquée, sa reprise de la compétition est repoussée à 2023 pour privilégier la préparation à cette nouvelle saison.

##### Dernière saison en 2023
Le 26 janvier, soit 10 mois après sa chute sur le Tour de Turquie, Nacer Bouhanni reprend la compétition sur le Challenge de Majorque,. Lors du Trofeo Palma, deuxième jour de course de sa saison, il abandonne à la suite d'une chute à quelques kilomètres de l'arrivée. Il est atteint notamment d'un traumatisme crânien, soit sa troisième commotion en l'espace de douze mois et se dit alors « au bout du rouleau ». De retour au milieu du mois de février lors du Tour des Alpes-Maritimes et du Var, il obtient un top 10 sur cette épreuve et un autre sur Tirreno-Adriatico avant d'être sixième de Milan-Turin. Il subit cependant deux nouvelles chutes lors du Région Pays de la Loire Tour puis lors de Eschborn-Francfort. Il obtient son premier podium de la saison en se classant troisième de la première étape du Tour de l'Ain arrivant à La Plaine Tonique. Il ne confirme cependant pas cette performance lors des courses qu'il dispute en deuxième partie de saison.
En octobre, et alors qu'il est en fin de contrat avec sa formation, Bouhanni annonce la fin de sa carrière, forte de 70 victoires UCI. Il indique s'être « battu corps et âme pour essayer de retrouver [son] niveau » après sa chute au Tour de Turquie 2022 sans y être arrivé.

## Vie privée
Nacer Bouhanni a une sœur, Sonia, et un frère, Rayane (né en 1996), qui est brièvement coureur professionnel entre 2016 et 2019 chez Cofidis.
Il est marié à l'actrice et réalisatrice Hafsia Herzi et le couple, qui vit à Nancy, a un fils nommé Noham,.

## Style et caractère
Nacer Bouhanni est un coureur spécialiste des arrivées au sprint. Durant ses premières saisons en professionnel, il dispute les sprints sans bénéficier d'équipiers dévoués à la préparation des arrivées. Ses aptitudes à obtenir des victoires en « se débrouillant » le font comparer à Robbie McEwen ou Paul Maye. À partir de 2013, il bénéficie du soutien de certains coéquipiers comme Yoann Offredo, William Bonnet ou Geoffrey Soupe qui lui forment un « train » en vue de l'arrivée, Soupe ayant tout particulièrement le rôle de lanceur, jusqu'en 2019. Initialement à l'aise sur terrains plats, il progresse dans les montées courtes, ce qui lui permet d'envisager des victoires sur un panel plus large d'épreuves et de lui « ouvrir la voie » d'une classique comme Milan-San Remo. Bouhanni obtient également plusieurs victoires alors qu'il a subi au préalable une chute ou un incident mécanique. Sur les courses d'un jour, deux courses sont pour lui des objectifs de carrière : le championnat du monde sur route et Milan-San Remo.
Bouhanni, qui a l'image d'un coureur « hargneux », est perçu dans son équipe en 2013 comme un coureur au caractère « placide » et focalisé sur sa carrière,. Yvon Sanquer, dirigeant de Cofidis, met en avant son professionnalisme et le qualifie de « vrai meneur d'hommes ». Exigeant avec ses coéquipiers, il lui est toutefois reproché de l'être trop et de ne pas s'être soucié de négocier leur rémunération lors de son arrivée chez Cofidis, contrairement à l'usage dans le milieu alors que son salaire dépasse le million d'euros annuel lors de son passage dans cette formation. Emmanuel Hubert, son directeur sportif à partir de 2020, considère Bouhanni comme un coureur « très perfectionniste », exigeant envers son entourage mais aussi et surtout avec lui-même. Dans le peloton, Bouhanni a la réputation d'ête un « bad boy » en raison de plusieurs altercations au cours de sa carrière ainsi que par sa rivalité avec Arnaud Démare quand les deux coureurs cohabitent dans la même équipe,. Il subit au cours de sa carrière des attaques racistes. Affecté par cela, il se renferme sur lui-même pour se protéger, ce qui a néanmoins pour effet d'accentuer l'image négative qu'il peut renvoyer. Il a également la réputation d'être un sprinteur dangereux, étant régulièrement critiqué en cela par plusieurs coureurs protagonistes des arrivées au sprint. Il est ainsi suivi attentivement lors des arrivées par le jury des commissaires de course et fait l'objet de déclassements pour sprint irrégulier à plusieurs reprises au cours de sa carrière. Il reçoit également une suspension de deux mois après un sprint jugé dangereux lors de Cholet-Pays de la Loire 2021.
Bouhanni a comme camarades d'entraînement Steve Chainel (jusqu'en 2015) et Geoffrey Soupe,, notamment en VTT. Au sein de FDJ.fr puis Cofidis, son entraîneur est Jacques Decrion,, cette collaboration s'arrête à la fin de la saison 2019. Durant les intersaisons, Bouhanni se prépare en pratiquant la boxe anglaise, la musculation et le cyclo-cross,. La pratique de la boxe, en plus d'être une passion pour lui, l'aide pour le cyclisme en lui permettant de travailler à haute intensité cardiaque et en l'amenant à travailler sa maîtrise corporelle et sa concentration. Il a ainsi pour idole Mohamed Ali, à qui il rend hommage après sa victoire lors de la première étape du Critérium du Dauphiné 2016 trois jours après la mort du boxeur.

## Palmarès, résultats et classements

### Palmarès amateur
| - 2005 - Champion de Lorraine de cyclo-cross cadets - 2007 - Champion de Lorraine sur route juniors - Grand Prix de Guénange - Grand Prix de Saint-Avold - Grand Prix de Moyenmoutier - Grand Prix de Buzy - 8e du Grand Prix Général Patton - 2009 - Champion de France de la gendarmerie sur route - Champion de Lorraine sur route espoirs - Champion de Moselle du contre-la-montre espoirs - Grand Prix du Grand Cru Marckrain - 12e épreuve de la Ronde finistérienne - 2e étape du Circuit des 3 Cantons - Grand Prix de Sarreguemines - 2e du championnat de Lorraine sur route | - 2010 - Champion de France sur route militaires - Loire-Atlantique Espoirs : - Classement général - 1re étape - 2e étape du Tour de Gironde - Grand Prix de Joinville - Grand Prix de Chantrainois - 2e et 3e étapes de la Ronde nancéienne - Grand Prix Coanus - Grand Prix de Pont-Saint-Vicent - 4e du championnat d'Europe sur route espoirs |  |

### Palmarès professionnel
| - 2011 - 3e étape de la Tropicale Amissa Bongo - 2012 - Champion de France sur route - 1re étape de l'Étoile de Bessèges - Circuit de Lorraine : - Classement général - 1re étape - Halle-Ingooigem - 1re étape du Tour de Wallonie - 4e étape de l'Eurométropole Tour - 2e de la Flèche d'Émeraude - 2e de Paris-Bourges - 2013 - 6e étape du Tour d'Oman - 1re étape de Paris-Nice - Val d'Ille Classic - 2e étape du Circuit de la Sarthe - 1re, 2e et 3e étapes du Tour du Poitou-Charentes - Grand Prix de Fourmies - Tour de Vendée - 2e et 3e étapes du Tour de Pékin - 2e du Circuit du Houtland - 3e du Grand Prix de Denain - 3e de Halle-Ingooigem - 3e de la Brussels Cycling Classic - 2014 - 2e étape de l'Étoile de Bessèges - 1re étape de Paris-Nice - 1re étape du Critérium international - 1re étape du Circuit de la Sarthe - Grand Prix de Denain - Tour d'Italie : - Classement par points - Classement Azzurri d'Italia - 4e, 7e et 10e étapes - 4e étape de l'Eneco Tour - 2e et 8e étapes du Tour d'Espagne - 2e du championnat de France sur route - 3e du Samyn - 3e de la Nokere Koerse - 10e du championnat du monde sur route - 2015 - UCI Europe Tour - Vainqueur de la Coupe de France de cyclisme - 1re et 5e étapes du Circuit de la Sarthe - Grand Prix de Denain - 2e et 4e étapes du Critérium du Dauphiné - Halle-Ingooigem - Circuit de Getxo - 1re et 2e étapes du Tour de l'Ain - Grand Prix d'Isbergues - Prix national de clôture - 2e de la Route Adélie de Vitré - 2e de Paris-Bourges - 3e du Grand Prix de Fourmies - 6e de Milan-San Remo - 2016 - 2e étape du Tour d'Andalousie - 4e étape de Paris-Nice - 1re et 2e étapes du Tour de Catalogne - Tour de Picardie : - Classement général - 1re et 2e étapes - 1re étape du Critérium du Dauphiné - 1re et 3e étapes du Tour du Poitou-Charentes - Tour de Vendée - 2e du Trofeo Playa de Palma - 2e du Grand Prix de la Somme - 2e du Grand Prix de Fourmies - 3e de Kuurne-Bruxelles-Kuurne - 3e de la Brussels Cycling Classic - 4e de Milan-San Remo | - 2017 - UCI Europe Tour - Nokere Koerse - 4e étape du Tour de Catalogne - Paris-Camembert - 2e étape du Tour de Yorkshire - 2e étape du Tour de l'Ain - 2e étape du Tour du Poitou-Charentes - Grand Prix de Fourmies - 2e du championnat de France sur route - 2e du Grand Prix de Denain - 3e du Trofeo Playa de Palma - 3e du Grand Prix de l'Escaut - 8e de Milan-San Remo - 8e de la Bretagne Classic - 9e de la EuroEyes Cyclassics - 2018 - 3e étape des Quatre Jours de Dunkerque - Grand Prix Marcel Kint - 2e et 3e étapes des Boucles de la Mayenne - 1re étape de la Route d'Occitanie - 6e étape du Tour d'Espagne - 2e du Tour du Limbourg - 2019 - 2e du Grand Prix Marcel Kint - 4e des Trois Jours de Bruges-La Panne - 2020 - Vainqueur de la Coupe de France de cyclisme - 4e étape du Tour d'Arabie saoudite - 1re étape du Tour de La Provence - Grand Prix d'Isbergues - Paris-Chauny - 2e du Tour d'Arabie saoudite - 3e de la Brussels Cycling Classic - 3e de Paris-Camembert - 2021 - 2e de la Roue tourangelle - 2e du Grand Prix Jef Scherens - 2022 - Roue tourangelle - 2e de la Clásica de Almería - 2e de Milan-Turin - 3e de la Classic Bruges-La Panne |  |

Podiums
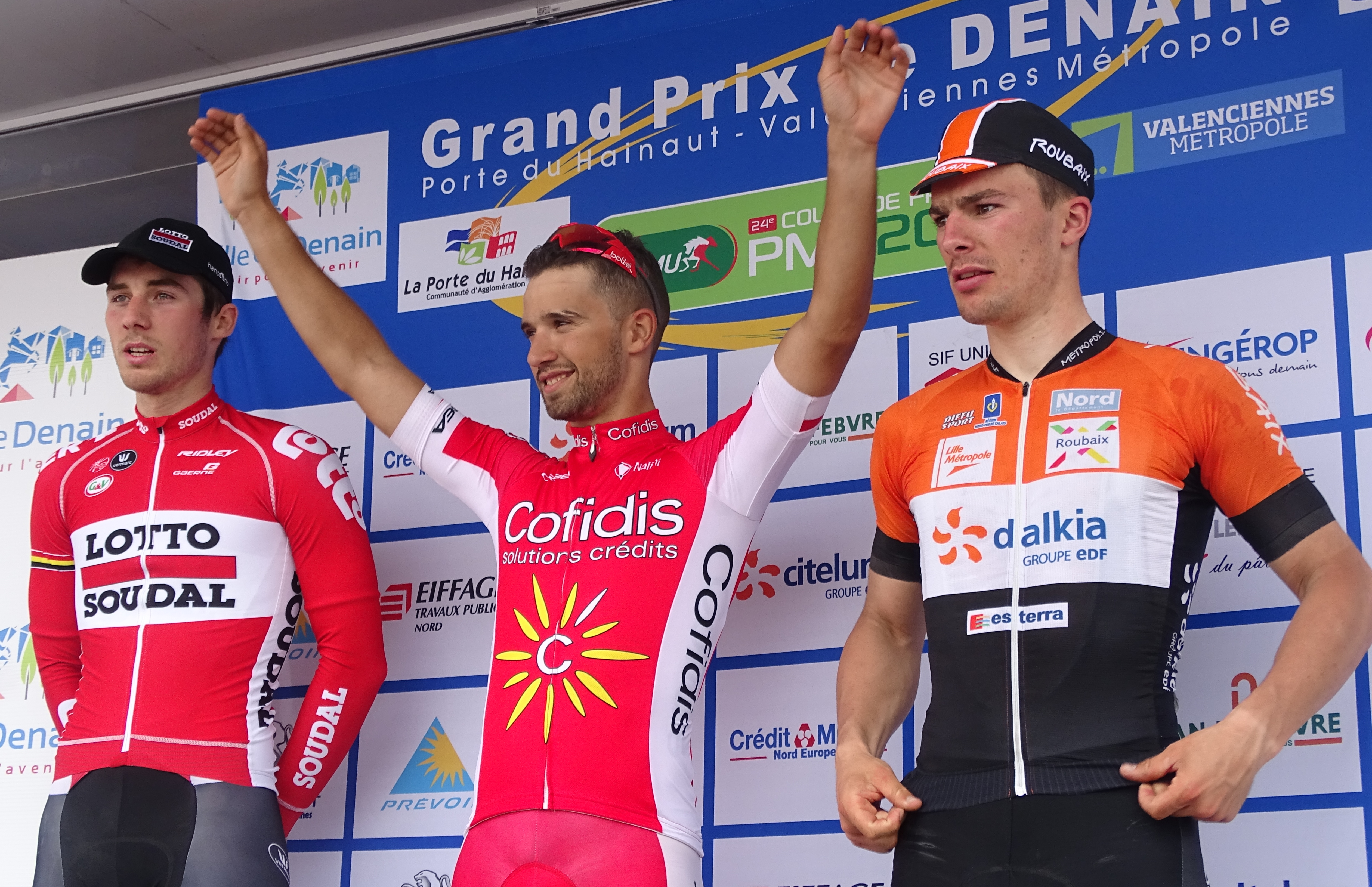
Podium de l'édition 2015 du Grand Prix de Denain : Boris Vallée (2e), Nacer Bouhanni (1er) et Rudy Barbier (3e).
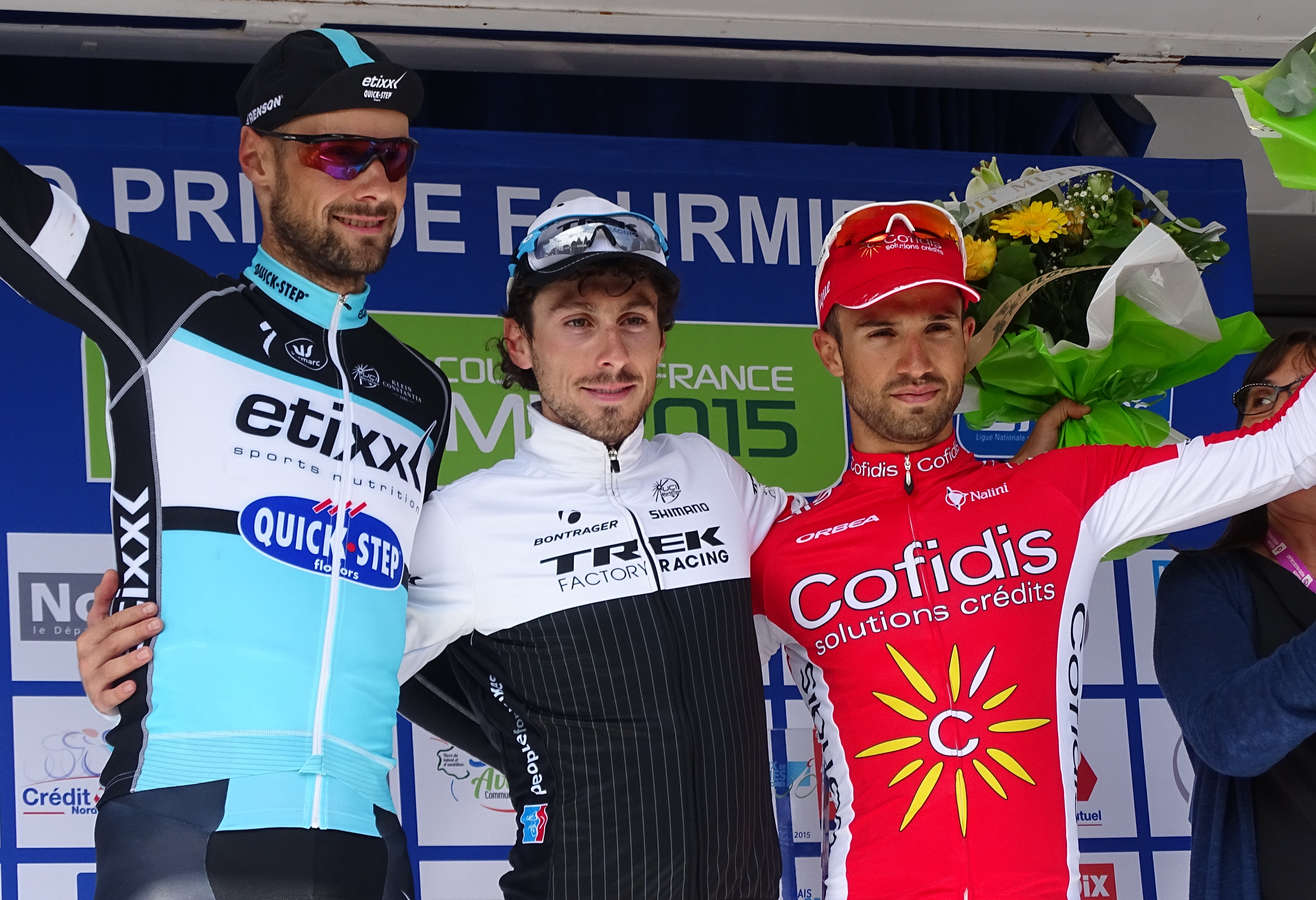
Podium de l'édition 2015 du Grand Prix de Fourmies : Tom Boonen (2e), Fabio Felline (1er) et Nacer Bouhanni (3e).
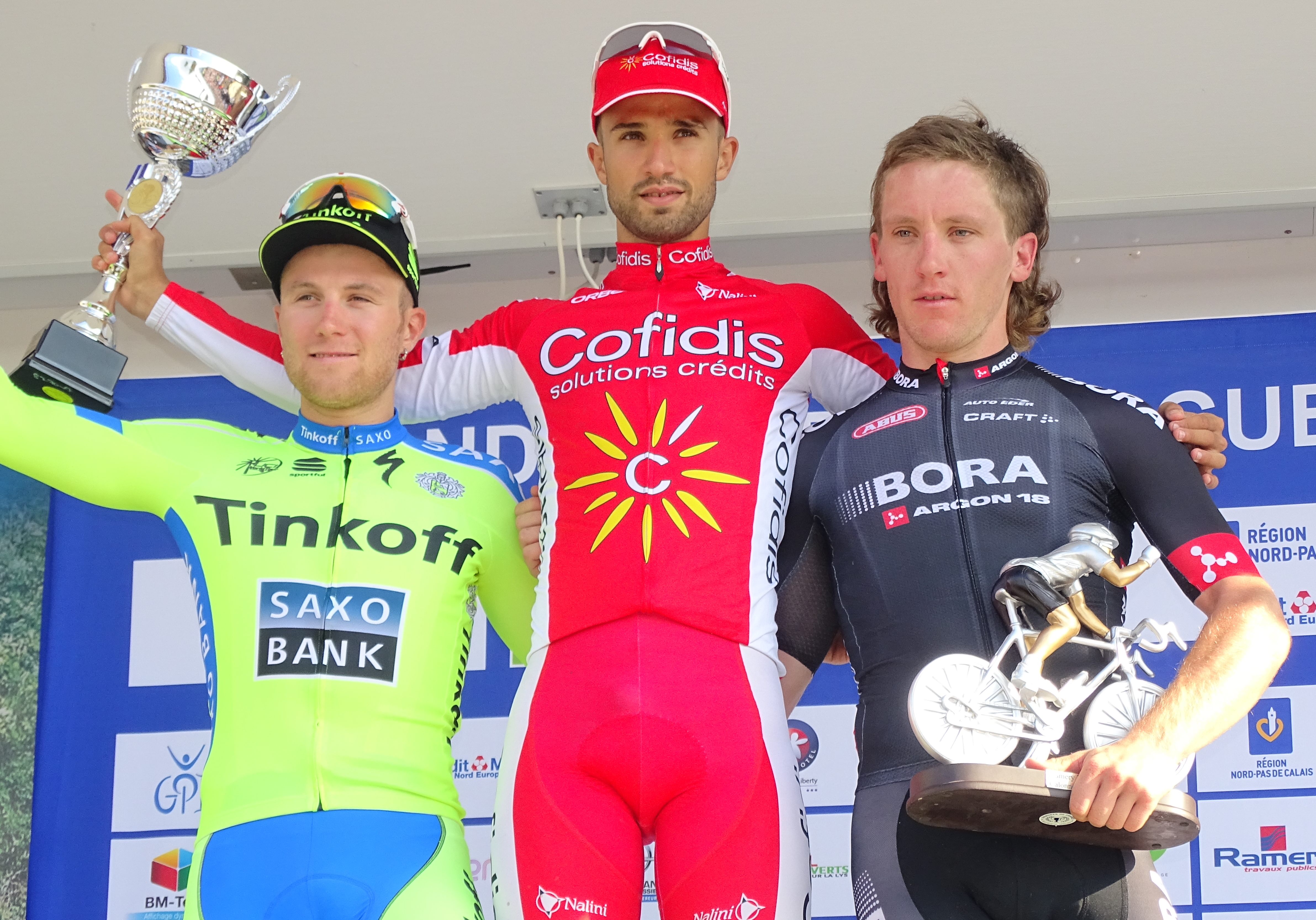
Podium de l'édition 2015 du Grand Prix d'Isbergues : Michal Kolář (2e), Nacer Bouhanni (1er) et Shane Archbold (3e).
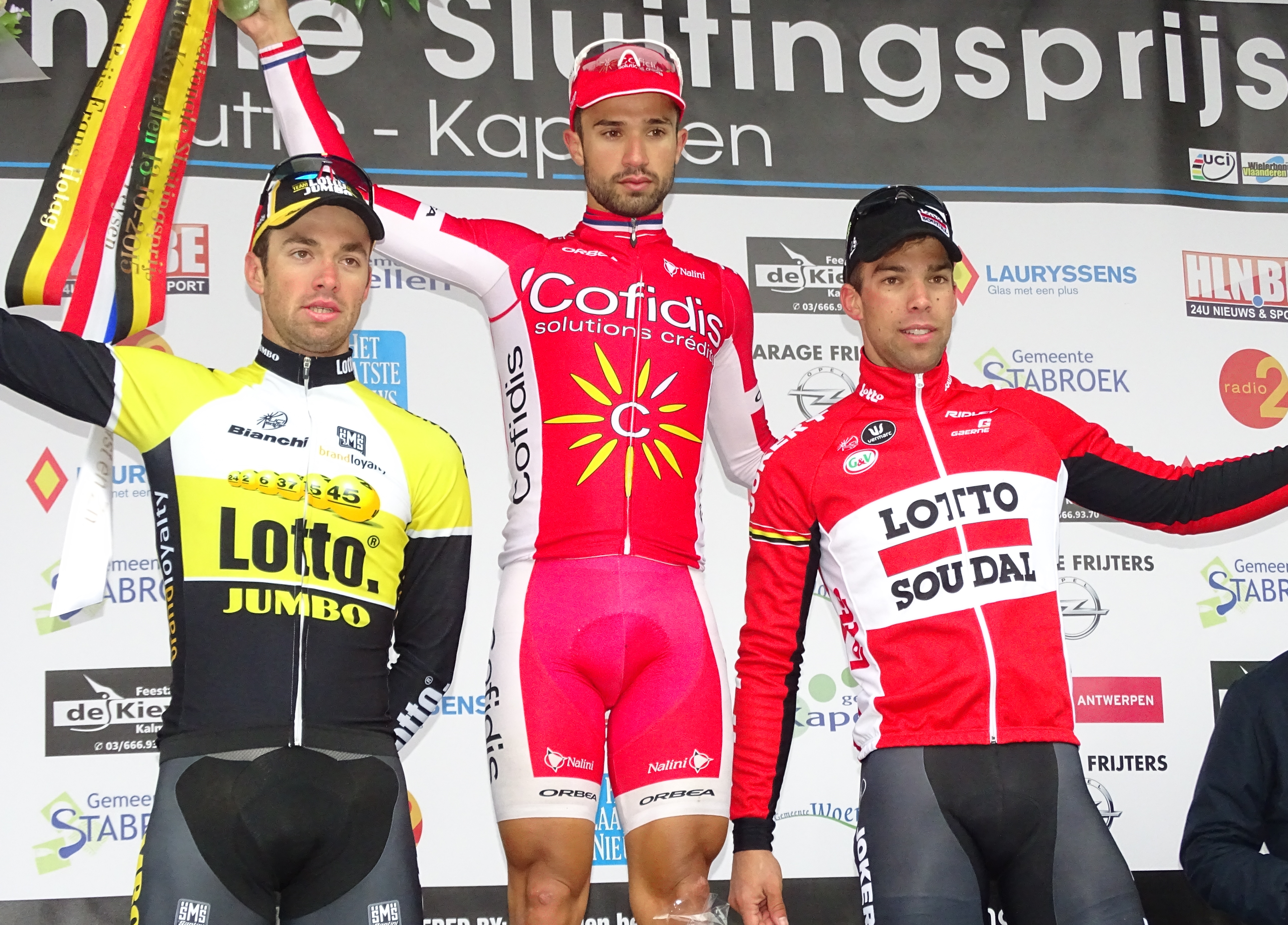
Podium de l'édition 2015 du Prix national de clôture : Tom Van Asbroeck (2e), Nacer Bouhanni (1er et vainqueur de l'UCI Europe Tour 2015 grâce à cette course) et Jens Debusschere (3e).
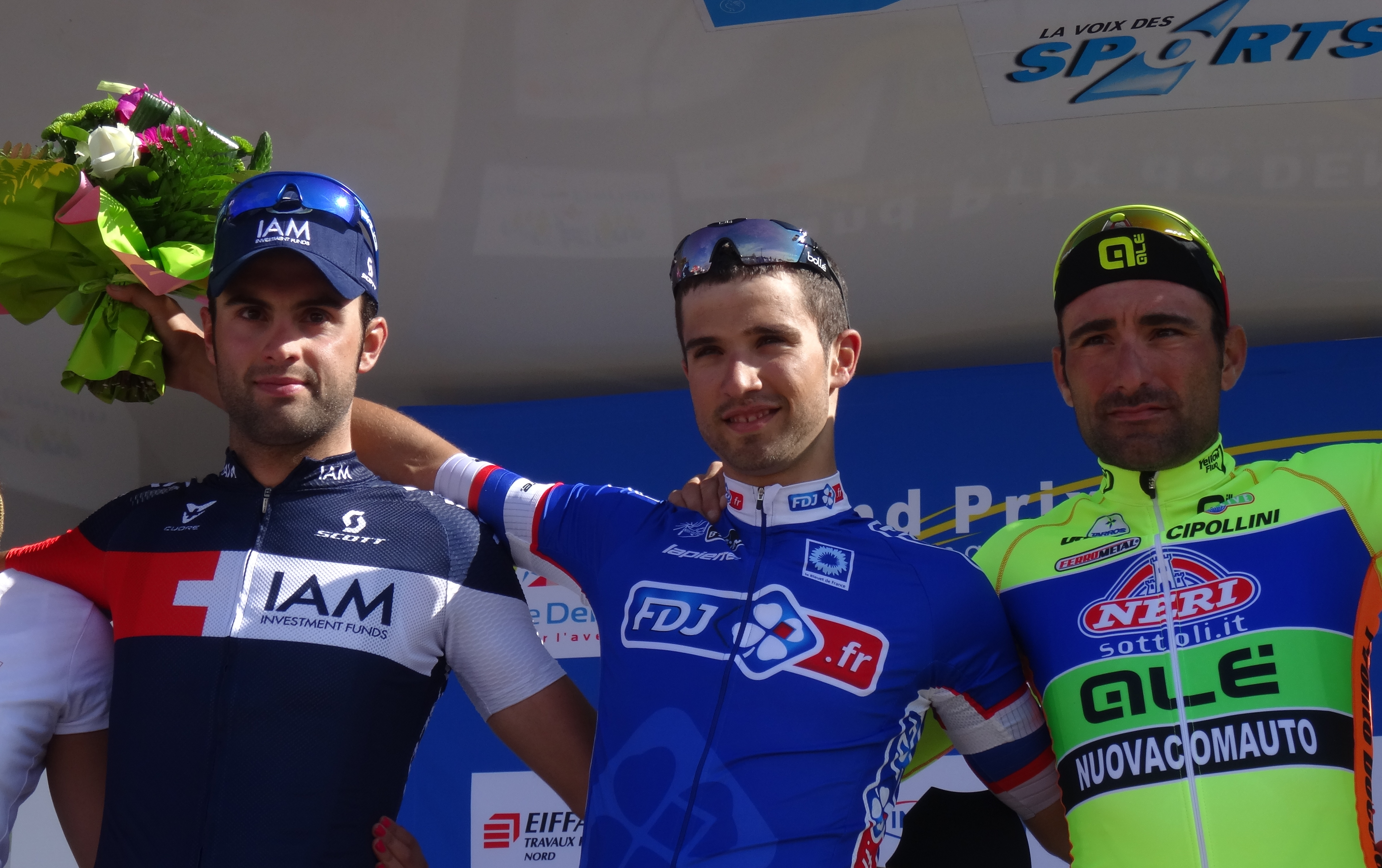
Podium de l'édition 2014 du Grand Prix de Denain : Matteo Pelucchi (2e), Nacer Bouhanni (1er) et Francesco Chicchi (3e).
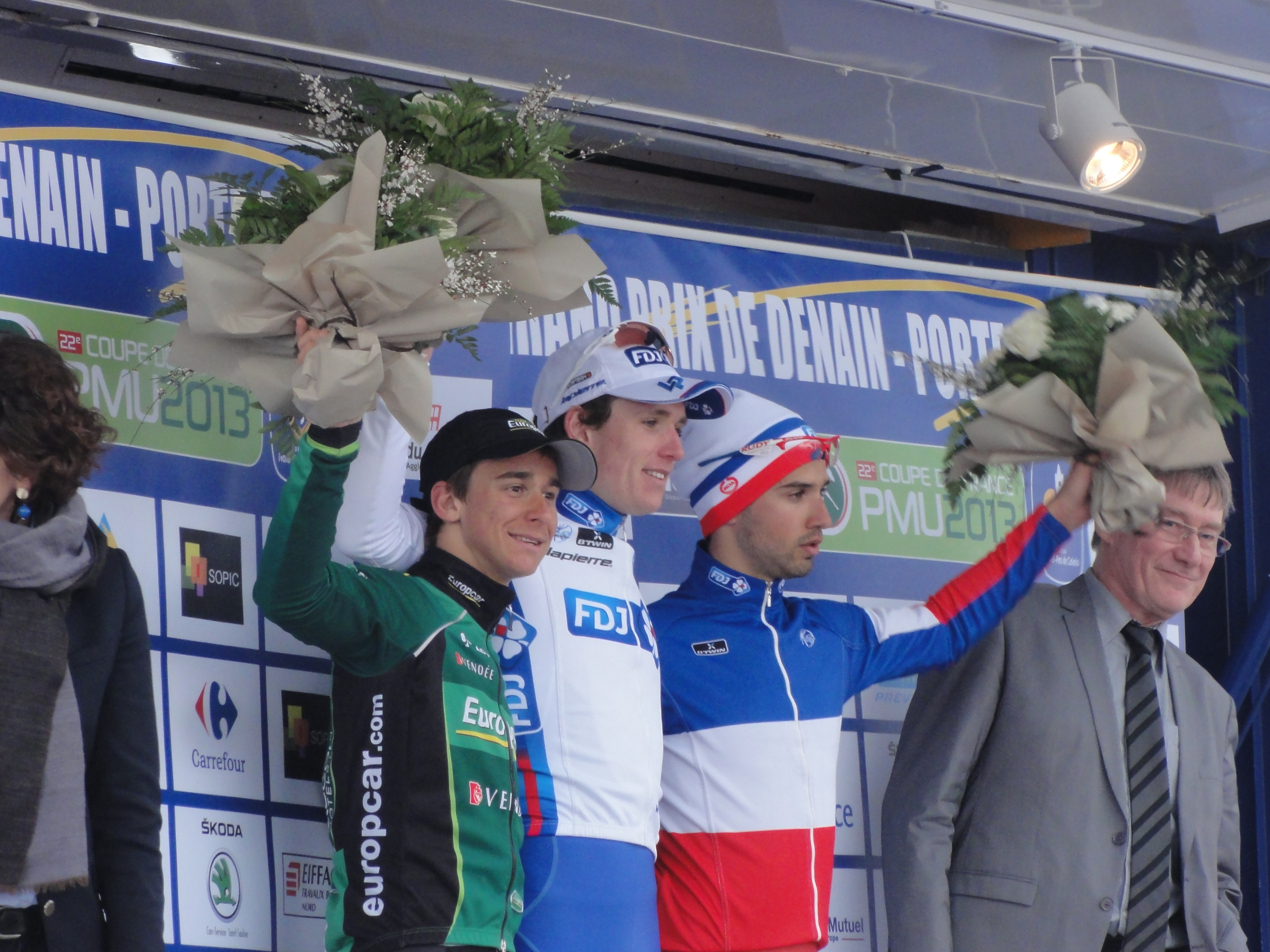
Podium de l'édition 2013 du Grand Prix de Denain : Bryan Coquard (2e), Arnaud Démare (1er) et Nacer Bouhanni (3e).

### Résultats sur les grands tours

#### Tour de France
4 participations
- 2013 : abandon (6e étape)
- 2015 : abandon (5e étape)
- 2017 : 138e
- 2021 : abandon (15e étape)

#### Tour d'Italie
2 participations
- 2013 : non-partant (13e étape)
- 2014 : 140e, vainqueur des 4e, 7e et 10e étapes,  vainqueur du classement par points, vainqueur du classement Azzurri d'Italia

#### Tour d'Espagne
4 participations
- 2012 : abandon (13e étape)
- 2014 : abandon (14e étape), vainqueur des 2e et 8e étapes
- 2015 : abandon (8e étape)
- 2018 : abandon (11e étape), vainqueur de la 6e étape

### Classements mondiaux
Nacer Bouhanni apparaît pour la première fois dans un classement de l'UCI en 2010. Il s'agit du classement continental de l'Europe Tour où il est 209e. Son meilleur résultat au niveau mondial est une 20e place sur le Classement mondial UCI 2016. Au niveau continental, il remporte le classement de l'UCI Europe Tour à deux reprises, en 2015 puis 2017,.
| Année                                 | 2010 | 2011 | 2012 | 2013 | 2014 | 2015 | 2016 | 2017 | 2018 | 2019 | 2020 | 2021 | 2022 | 2023 |
| ------------------------------------- | ---- | ---- | ---- | ---- | ---- | ---- | ---- | ---- | ---- | ---- | ---- | ---- | ---- | ---- |
| UCI World Tour                        |      |      | 147e | 98e  | 45e  |      | nc   | nc   | nc   |      |      |      |      |      |
| Classement mondial                    |      |      |      |      |      |      | 20e  | 29e  | 150e | 184e | 51e  | 128e | 97e  | 834e |
| UCI Europe Tour                       | 209e | 211e |      |      |      | 1er  | 8e   | 1er  | 124e | 151e | 41e  | 109e | 82e  | nc   |
| UCI Asia Tour                         | nc   | 335e |      |      |      | 136e | 384e | nc   | 104e |      |      |      |      |      |
| UCI Africa Tour                       | nc   | 44e  |      |      |      | nc   | nc   | nc   | nc   |      |      |      |      |      |
|                                       |      |      |      |      |      |      |      |      |      |      |      |      |      |      |
| Légende : nc = non classéSource : UCI |      |      |      |      |      |      |      |      |      |      |      |      |      |      |